# Adrian Sprott
Adrian Sprott (Edimburgo, Escocia; 23 de marzo de 1962 – 10 de junio de 2023) fue un futbolista de Escocia que jugó en las posiciones de defensa y extremo.

## Carrera
| Periodo   | Club                   | Apariciones | Goles |
| --------- | ---------------------- | ----------- | ----- |
| 1979–1985 | Meadowbank Thistle FC  | 198         | 52    |
| 1985–1988 | Hamilton Academical FC | 85          | 11    |
| 1988–1993 | Meadowbank Thistle FC  | 124         | 9     |
| 1993–1999 | Stenhousemuir FC       | 186         | 27    |

## Logros
- Scottish Challenge Cup (1): 1995–96[3]